# Phare de Kollicker Ort
Le phare de Kollicker Ort (en allemand : Leuchtturm Kollicker Ort) est un phare actif situé sur la péninsule de Jasmund (de) à l'extrémité est de l'île de Rügen dans l'Arrondissement de Poméranie-Occidentale-Rügen (Mecklembourg-Poméranie-Occidentale), en Allemagne.
Il est géré par la WSV de Stralsund .

## Histoire
Le phare de Kollicker Ort , construit en 1904, a été mis en service en avril 1905. Il sert de guidage vers le port de Sassnitz dans la baie de Prorer Wiek. Il se trouve dans le Parc national de Jasmund.

## Description
Le phare , est une tour cylindrique en fonte de sept mètres de haut, avec une demi-galerie et une lanterne. La tour est peinte en blanc avec un liseré rouge et le toit de la lanterne est noir. Son feu à secteurs émet, à une hauteur focale de trente mètres, un long éclat blanc et rouge de 1,5 seconde, selon secteurs, par période de six secondes. Sa portée est de dix milles nautiques (environ dix-neuf kilomètres) pour le feu blanc et de sept milles nautiques (environ treize kilomètres) pour le rouge.
Identifiant : ARLHS : FED-129 - Amirauté : C2596 - NGA : 5912 .

## Caractéristiques dufeu maritime
Fréquence : 6 secondes (WR)
- Lumière : 1.5 seconde
- Obscurité : 4.5 secondes

|              |
| Île de Rügen |

|          |
| Le phare |

### Lien connexe
- Liste des phares en Allemagne